# Kaure jezici
Kaure jezici, samostalna papuanska jezična porodica, nekad dio transnovogvinejske porodice. Obuhvaća 4 jezika u Indonezija|Indoneziji na otoku Nova Gvineja. Dijeli se na dvije podskupine, kapore i kaure (vlastiti). Ovim jezicima govori manje od 1.000 ljudi.
Predstavnici su kapauri [khp] (podskupina Kapore), 200 (2006 SIL); i kaure [bpp] 450 (1995 SIL); kosare [kiq] 250 (1993 R. Doriot); i narau [nxu] 85 (2000 S. Wurm).

## Vanjske poveznice
- Ethnologue (14th)